# Frankenstraße 57 (Stralsund)
Das Haus mit der postalischen Adresse Frankenstraße 57 ist ein unter Denkmalschutz stehendes Gebäude in der Frankenstraße in Stralsund.

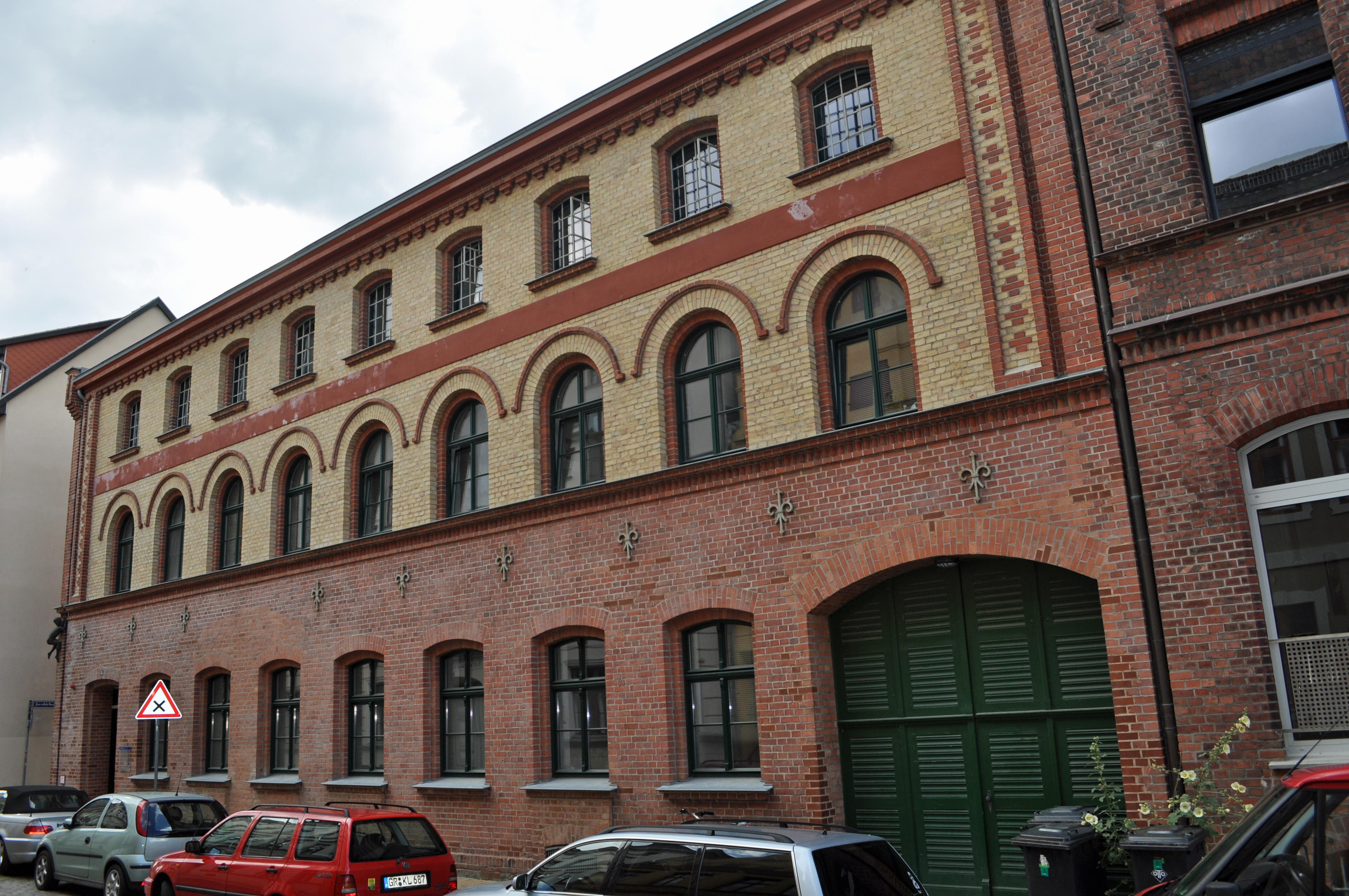
Das Haus Frankenstraße 57 Stralsund (2011), westlicher Bau

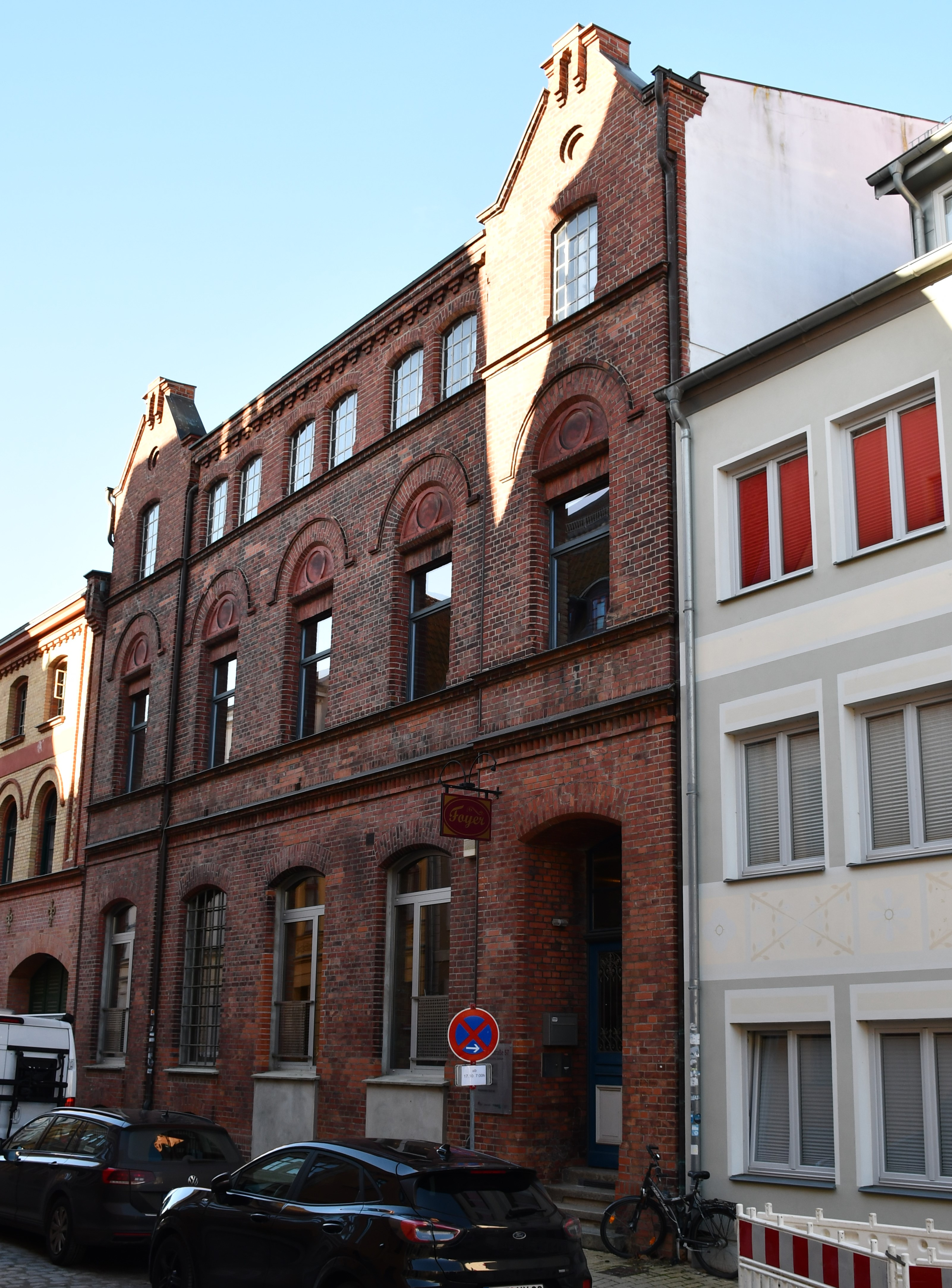
Das Haus Frankenstraße 57 Stralsund (2023), östlicher Bau

Der Gebäudekomplex zwischen der Langenstraße und der Frankenstraße wurde während der zweiten Hälfte des 19. Jahrhunderts in mehreren Etappen errichtet. Es gehörte der „Pommerschen Eisengießerei und Maschinenbau-Actien-Gesellschaft“. Die Front zur Frankenstraße weist zwei Backsteinbauten auf.
Der langgestreckte, dreigeschossige und neunachsige westliche Bau besitzt eine mit roten und gelben Ziegelsteinen versehene Fassade entstand im Jahr 1872. Die Fenster im Erdgeschoss und des zweiten Obergeschosses sind segmentbogig ausgeführt. Die Fenster im ersten Obergeschoss sind rundbogig geschlossen. Der Bau steht an der Ecke der Frankenstraße zur Jacobichorstraße.
Der östliche, schmalere Bau ist zweieinhalbgeschossig wurde im Jahr 1889 errichtet. Der fünfachsige Bau weist an den Seiten flache, übergiebelte Risalite auf.
An der Langenstraße stehen zwei weitere zum Gebäudekomplex gehörende Bauten aus Backstein: Ein dreigeschossiger Speicherbau mit rund- und segmentbogigen Fenstern und Blenden sowie ein eingeschossiges Fabrikgebäude mit hohen Rundbogenfenstern.
Das Gebäude liegt im Kerngebiet des von der UNESCO als Weltkulturerbe anerkannten Stadtgebietes des Kulturgutes „Historische Altstädte Stralsund und Wismar“. In die Liste der Baudenkmale in Stralsund aus dem Jahr 1997 ist es mit der Nummer 248 eingetragen.